# Konguta
Konguta este o arie protejată (arie specială de conservare — SAC, sit de importanță comunitară — SCI) din Estonia întinsă pe o suprafață de 32,6 ha, integral pe uscat.

## Localizare
Centrul sitului Konguta este situat la coordonatele 58°12′46″N 26°16′46″E / 58.2128°N 26.2795°E.

## Înființare
Situl Konguta a fost declarat sit de importanță comunitară în aprilie 2004 pentru a proteja 1 specie de plante. Situl a fost protejat și ca arie specială de conservare în martie 2006.

## Biodiversitate
Situată în ecoregiunea boreală, aria protejată nu include niciun habitat protejat.
La baza desemnării sitului se află o specie protejată de  plante: papucul doamnei (Cypripedium calceolus).